# صبير ثنائي الألوان
صبير ثنائي الألوان (الاسم العلمي:Opuntia discolor) هو نوع من النباتات يتبع جنس الصبير من الفصيلة الصبارية.